# Pang Kap Yau
Pang Kap Yau (fl. XX secolo) è stato un calciatore cinese, di ruolo difensore.

## Carriera

### Club
Pang ha militato nel South China, club di Hong Kong.

### Nazionale
Pang ha giocato nella rappresentativa della Cina nel torneo calcistico dei primi giochi dell'Estremo Oriente, nei quali affrontò la selezione delle Filippine, formata interamente dai giocatori del Bohemian Sporting Club, che però contrariamente da quanto affermato dal regolamento schierava in squadra calciatori britannici, spagnoli e statunitensi. L'incontro si concluse con l'affermazione dei filippini per 2-1.

## Statistiche

### Cronologia presenze e reti in nazionale
| Cronologia completa delle presenze e delle reti in nazionale ― Repubblica di Cina | Cronologia completa delle presenze e delle reti in nazionale ― Repubblica di Cina | Cronologia completa delle presenze e delle reti in nazionale ― Repubblica di Cina | Cronologia completa delle presenze e delle reti in nazionale ― Repubblica di Cina | Cronologia completa delle presenze e delle reti in nazionale ― Repubblica di Cina | Cronologia completa delle presenze e delle reti in nazionale ― Repubblica di Cina | Cronologia completa delle presenze e delle reti in nazionale ― Repubblica di Cina | Cronologia completa delle presenze e delle reti in nazionale ― Repubblica di Cina |
| Data                                                                              | Città                                                                             | In casa                                                                           | Risultato                                                                         | Ospiti                                                                            | Competizione                                                                      | Reti                                                                              | Note                                                                              |
| --------------------------------------------------------------------------------- | --------------------------------------------------------------------------------- | --------------------------------------------------------------------------------- | --------------------------------------------------------------------------------- | --------------------------------------------------------------------------------- | --------------------------------------------------------------------------------- | --------------------------------------------------------------------------------- | --------------------------------------------------------------------------------- |
| 04/02/1913                                                                        | Manila                                                                            | Filippine                                                                         | 2 – 1                                                                             | Repubblica di Cina                                                                | I Campionato dei Giochi dell'Estremo Oriente                                      | -                                                                                 |                                                                                   |
| Totale                                                                            |                                                                                   | Presenze                                                                          | 1                                                                                 |                                                                                   | Reti                                                                              | ?                                                                                 |                                                                                   |